# Champ Lui Pio
Arthur Bernard Dolino Lui Pío (8 de febrero de 1982, Ciudad Quezón), conocido artísticamente como Champ Lui Pio. Es un cantante, músico, compositor y vocalista de la banda Hale filipino. Cursó estudios de primaria y secundaria en la Escuela Marymount en Parañaque y asumió la gestión de recursos humanos en La Universidad De La Salle - Colegio de San Benildo. Su religión es Iglesia Ni Cristo.  Él junto a su banda comenzó su carrera musical en julio de 2004, suscrito con el IME Filipinas en noviembre de 2004, y publicado 3 álbumes de estudio. Es el hijo de Nonoy Tan, un respetado músico en Filipinas que una vez ha conducido a la banda Wadab. 

## Vida personal
Actualmente su novia de citas es la actriz Bianca King, además él es hermano de Christian "Chino" Lui-Pío (nacido 14 de junio de 1986), que también es destacado en la música de vídeo "kahit Pa", y ganador de la Búsqueda MyX VJ 2008.

## Discografía

### Con Hale
- Hale (2005)
- Crepúsculo (2006)
- Arriba, más allá (2008)

- Datos: Q3550456